# 담양군
담양군(潭陽郡)은 대한민국 전라남도의 중북부에 있는 군이다. 죽공예로 유명하다. 군청 소재지는 담양읍이고, 행정구역은 1읍 11면이다.

## 역사
| Daedongyeojido (Gyujanggak) 18-05.jpg | Daedongyeojido (Gyujanggak) 18-04.jpg |
|                                       |                                       |

- 백제 추자혜군(秋子兮郡)
- 당나라 웅진도독부 분차주(分嵯州) 고서현(皐西縣)
- 신라 경덕왕 때 추성군(秋成郡 / 秋城郡)으로 개칭하였다.
- 고려 성종 14년(995년)에 담주 도단련사(潭州都團練使)를 두었다가 후에 담양으로 고치고 나주(羅州)에 속하게 했다.
- 고려 명종 2년(1172년)에 감무(監務)를 두고 공양왕 3년(1391년)에 율원현감(栗原縣監)을 겸임했다.
- 조선 태조 4년(1395년) 담양군으로 승격하였다.
- 정종 1년(1398년) 담양부로 승격하였다.
- 태종 13년(1413년) 담양도호부
- 1895년 음력 윤5월 1일 남원부 담양군으로 개편하였다.[2]
- 1896년 8월 4일 전라남도 담양군으로 개편하였다.[3]
- 1914년 4월 1일 창평군 일원 및 광주군 갈리면, 대치면, 장성군 갑향면 각 일원을 편입하였다. 이 과정에서 창평군 일부 지역[4]이 곡성군으로 이관되었다.[5]
- 1931년 4월 1일 구암면을 봉산면으로 개칭하였다.[6]
- 1943년 10월 1일 담양면을 담양읍으로 승격하였다.[7]
- 1955년 7월 1일 광산군 석곡면 덕의리, 충효리, 금곡리를 남면에 편입하였다.[8]
- 1957년 11월 6일 남면 덕의리, 충효리, 금곡리를 광주시에 편입하였다.[9]
- 2019년 2월 19일 남면을 가사문학면(歌辭文學面)으로 개칭하였다.

## 지리
광주의 북쪽에 위치해 있으며, 영산강 최상류의 지류인 증암천과 용천, 담양천 등 여러 소하천이 흘러, 군 중앙은 비교적 넓고 비옥한 평야로 되어 있다. 북쪽에는 노령산맥의 추월산(秋月山：720ｍ), 금성산(金城山：573ｍ), 광덕산(廣德山：563ｍ) 등 여러 험난한 산들이 전북특별자치도와 경계를 이루고, 서쪽은 이 산맥의 지맥인 병풍산(屛風山：822ｍ), 불대산(佛臺山：738ｍ) 등의 산이, 남동쪽은 국수봉과 무등산의 여맥이 솟아 있다. 그리하여 남서쪽만이 틔어 전남평야와 연접하여 담양분지를 이루고 있다. 지질은 주로 화강암과 편상화강암으로 되어 있다.

### 기후
내륙에 있고 또 지형 관계로 기온의 교차가 비교적 크다. 연평균 기온 12.5도, 1월 평균 －1.5도, 8월 평균 26.5도, 연평균 강수량 1,300 밀리미터이다.

## 행정 구역
1읍 11면, 229리, 591반으로 구성되어 있다. 면적은 455km2이며, 인구는 2023년 12월을 기준으로 24,557세대 45,373명이다.
| 읍면동     | 한자       | 세대   | 인구   | 면적  |
| ---------- | ---------- | ------ | ------ | ----- |
| 담양읍     | 潭陽邑     | 7,625  | 15,271 | 29.52 |
| 봉산면     | 鳳山面     | 1,496  | 2,626  | 19.49 |
| 고서면     | 古西面     | 1,658  | 2,975  | 26.58 |
| 가사문학면 | 歌辭文學面 | 730    | 1,184  | 43.55 |
| 창평면     | 昌平面     | 2,061  | 3,555  | 33.8  |
| 대덕면     | 大德面     | 1,109  | 1,877  | 53.69 |
| 무정면     | 武貞面     | 1,497  | 2,397  | 39.31 |
| 금성면     | 金城面     | 1,500  | 2,458  | 37.31 |
| 용면       | 龍面       | 1,044  | 1,776  | 62.46 |
| 월산면     | 月山面     | 1,272  | 2,298  | 49.63 |
| 수북면     | 水北面     | 2,378  | 4,766  | 29.06 |
| 대전면     | 大田面     | 2,187  | 4,190  | 30.6  |
| 담양군     | 潭陽郡     | 24,557 | 45,373 | 455   |

## 군청
- 현재 담양군청은 전라남도 담양군 담양읍에 위치하고 있다.

## 인구
담양군의 연도별 인구 추이
| 연도   | 총인구    |  |
| ------ | --------- |  |
| 1960년 | 117,124명 |  |
| 1966년 | 126,805명 |  |
| 1970년 | 110,412명 |  |
| 1975년 | 108,273명 |  |
| 1980년 | 91,141명  |  |
| 1985년 | 84,773명  |  |
| 1990년 | 73,855명  |  |
| 1995년 | 61,041명  |  |
| 2000년 | 54,597명  |  |
| 2005년 | 43,574명  |  |
| 2010년 | 41,027명  |  |

## 산업
다른 군과 마찬가지로 농업을 주로 하는데, 특히 전라남도에서 생산되는 대나무를 원료로 하는 죽세공품이 유명하다. 담양댐에서는 풍부한 농업용수를 얻고 있다. 경지 면적은 122.9km2, 논밭의 비율은 74：26이다. 주요 농산물은 쌀·나맥·콩·면화·누에고치·명주·삼베 등이다. 담양 지방에서 생산되는 죽세공품은 국내뿐만 아니라 해외에서도 호평을 받고 있어 외화 획득에 한몫을 하고 있다.

### 특산물
창평한과, 창평쌀엿, 대잎차, 청죽환, 죽향딸기, 방울토마토, 죽향메론, 시목단감, 죽향비가림포도, 용면 한봉, 추성주, 죽엽청주, 동충하초, 죽제품, 염장죽순 등이 유명하다.
- 대나무

## 교통
국도가 담양을 지나 남북으로 달리고 기타 지방도로가 담양에 집중되어 비교적 편리하다. 고창담양고속도로와 호남고속도로는 군 남부를 동서 방향으로 지나가고 있다. 또한 광주대구고속도로가 개통된 이래 교통이 매우 편리해지고, 화순-담양간의 국도, 장성-남원간의 국도 등을 비롯한 지방도가 많아 경제 생활에도 크게 변화를 가져오고 있다.

### 철도
철도는 광주선과 연결되는 철도가 일제강점기에 개통되었다가 철거되고, 1960년대에 착공하였다가 중단되었다. 장기적으로 광주역과 서대구역을 연결하는 철도가 추진 중이다.

### 버스
- 농어촌버스: 담양군의 농어촌버스
- 시외버스: 담양공용버스터미널

## 관광

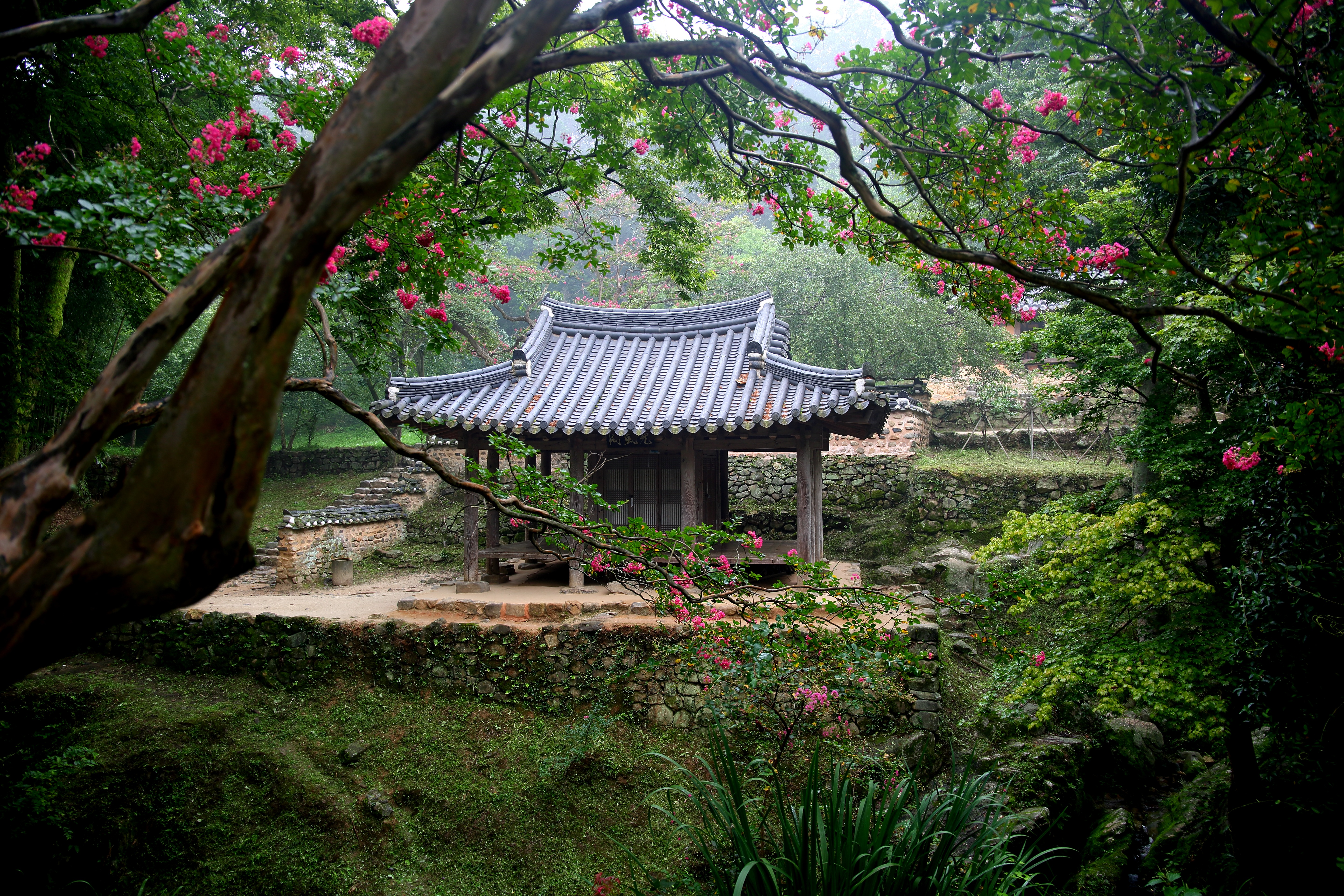
소쇄원

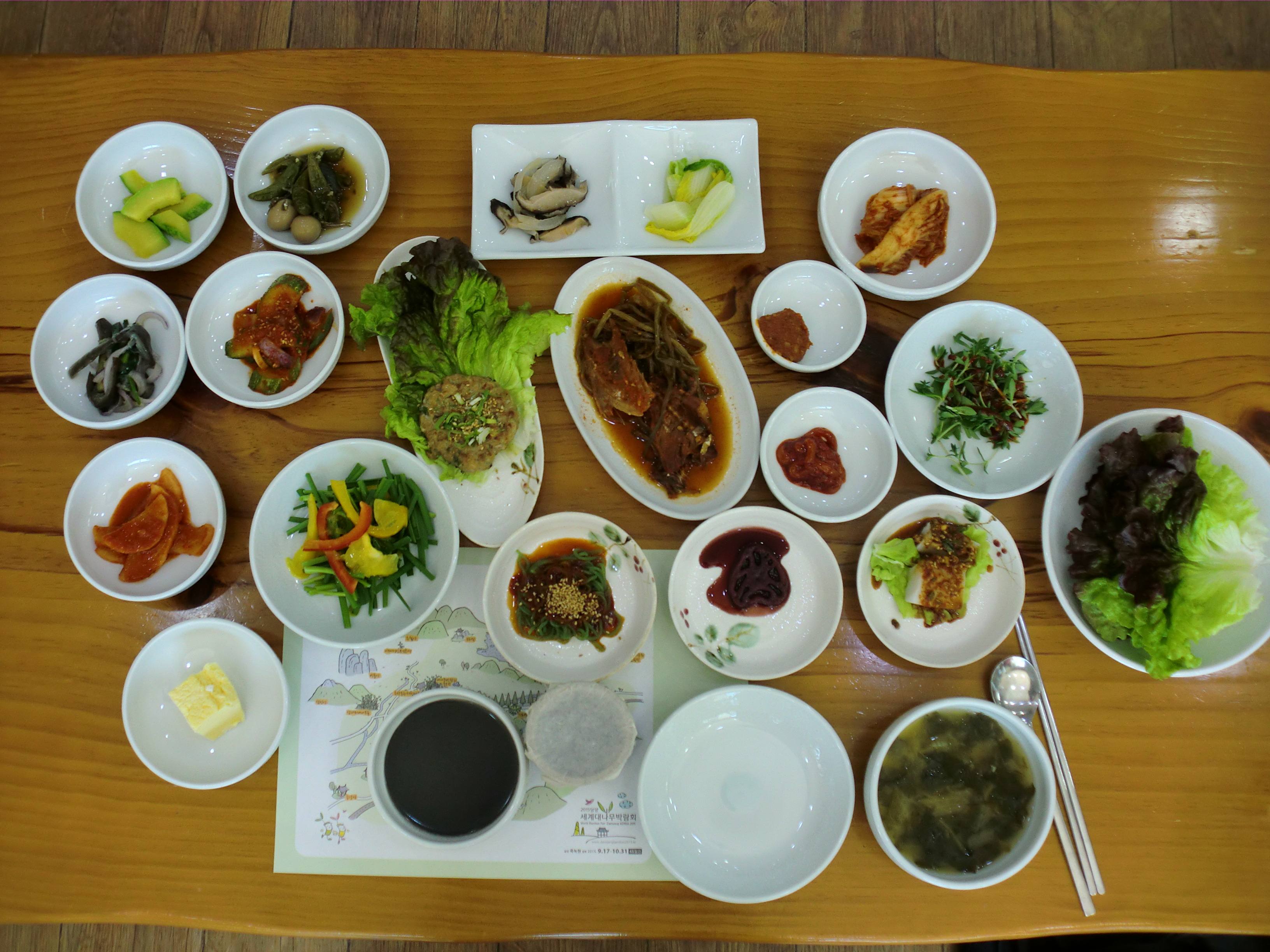
담양 대통밥

담양의 정자·원림 중에서 가사문학면에 위치한 소쇄원(瀟灑園, 명승 제 40호)은 조선 중기를 대표하는 원림으로 꼽힌다. 조광조의 문하생 양산보가 낙향하여 만들었다.
- 불조역대통재(佛祖歷代通載)

불조역대통재는 보물 제737호이며, 담양읍 남산리 106번지에 있다. 중국 원나라의 염상(念常)이 편술한 것으로 석가여래 탄신으로부터 원나라 원통 2년(1344년)까지 사이의 고승대덕들에 대한 전기를 편년체로 수록한 것이다. 이 책을 옮겨 쓴 김수온(金守溫, 1409~1481)의 발문에 의하면 조선 성종 3년(1472)에 인수대비 한씨(덕종비)가 승하한 세조와 예종의 명복과 정희대왕비 윤씨, 성종, 성종비 공혜왕후 한씨의 장수를 빌고자 목판의 소재처를 나누어 법화경 등 29종의 불교경전을 인출케 하였는데 본경은 바로 그 중의 하나에 해당한다. 판각이 정교하고 인쇄가 깨끗하며 발문은 갑인소자로 찍어냈다. 이 통재는 당시 30부를 인쇄한 것 중의 1부인데 현재까지 알려진 완질의 전래로서는 이것이 유일본인 듯하다.
- 읍내리 오층석탑(邑內里五層石塔)

읍내리 오층석탑은 보물 제506호이며, 담양읍 지침리 45번지에 있다. 총높이는 7미터(1기)이며, 고려시대의 탑이다. 현재 문화재 지정 명칭은 담양 남산리 오층석탑이다. 담양읍에서 순창으로 향한 도로를 따라 1 킬로미터쯤 올라가다 보면 평지가 전개되는데 광활한 지역에 경영된 가람(伽藍)으로 짐작된 가운데에 절터의 흔적은 찾아볼 길이 없고 다만 이 오층석탑만 유존되고 있다. 탑의 형태는 1층 기단에 오층석탑으로 일반형과 약간 다른 양식을 보여주고 있다. 기단부 지대석은 1석으로 구성하였고 중석은 중앙에 탱주가 생략된 4개의 모서리 기둥이 배치되었는데 특히 기단부 높이가 다른 오층석탑에 비해 매우 낮게 조성되었음이 특이하다. 탑은 전체적으로 보아 기단부 중대석이 짧은데 비해 1층 옥신이 높아 고준한 감이 있으나 각부의 체감률이 적당하여 탑의 미를 잘 나타내고 있다. 조성 연대는 고려 중기를 내려가지 않을 것으로 추정된다. 인근에 석당간(보물 제505호)이 있다.
- 오룡리 석불입상(五龍里石佛立像)

지방유형문화재 제192호이며, 무정면 오룡리 산38번지에 있다. 총높이는 345 센티미터이며, 고려시대의 입상이다. 상호에 비해 몸체가 협소하게 조각되었고 모자와 광배가 완연하다. 장방형의 광배와 한돌이 돌로 구성되었다. 하단 중앙에 길이 22 센티미터, 깊이 3 센티미터 크기로 단을 만들어 광배를 끼웠다.오룡리 석불입상은 전체 높이 345 센티미터의 거불로서 불교사 연구에 귀중한 자료가 되지만 사각형에 가까운 상호, 짧은 목과 팔에 걸친 법의자락의 형식화, 하체의 조각기법상 다소 퇴화현상을 나타내고 있어 고려 중기 이후에 제작된 것으로 추정된다. 석불의 머리 위에 많은 돌들이 올려진 것으로 보아 아직도 치성을 드리고 있음을 알 수 있고, 옛날 아이를 낳지 못하는 여인들이 석불의 코 부분을 갈아 마시면 아이를 잉태할 수 있다 하여 석불의 코 부분이 상당히 훼손된 것으로 보인다.
- 개선사지 석등(開仙寺址石燈)

개선사지 석등은 보물 제111호이며, 가사문학면 학선리 593번지에 있다. 총높이는 3.5 미터(1기)이며, 신라 때의 석등이다. 팔각형을 기본으로 삼는 고복형(鼓複形) 석등이다. 세부 양식을 살펴보면 넓은 방형 지대석 위에 팔각하대석을 올렸는데 1992년에 새로운 석재로 교체하였다. 그 위의 상대석의 복련은 복판팔엽의 양련으로 하대석의 복련과 대칭을 이룬다. 상대갑석 위에는 둥그런 괴임을 마련하였고 화사석의 각 면에는 장방형의 호창을 내고 간주 양쪽을 이용하여 조등기(造燈記)를 음각하였다. 팔각지붕 마루 끝에 귀꽃을 장식하였으나 현재는 대부분 깨졌고 하나만 남아 있다. 화사석 기둥면에 새겨진 조등기는 한 기둥에 각기 두 줄씩 기록되어 있고, 9행과 10행에 쓰여진 세주(細注)는 각기 두 줄로 되어 있다. 조등기는 총 10행 136자이며, 자경은 4 센티미터, 서체는 해서(楷書)이다.
- 관방제림(官防堤林)

담양 관방제림은 담양천의 북쪽 제방에 있는 방제림이다. 천연기념물 제366호로 지정되어 있으며, 15종의 낙엽 활엽수 320여 그루가 남아 있다.
- 죽녹원(竹綠園)

죽녹원은 전남도립대학교 남서쪽에 위치한 생태공원이다. 8가지 테마로 구성된 산책로로 구성되어 있으며, 영화 알포인트의 촬영지 이기도 하다.
- 담양온천

담양온천은 역사가 오래되지는 않았지만 시설이 좋다. 대나무밭이 조성된 노천탕이 특히 인기다.

## 갤러리

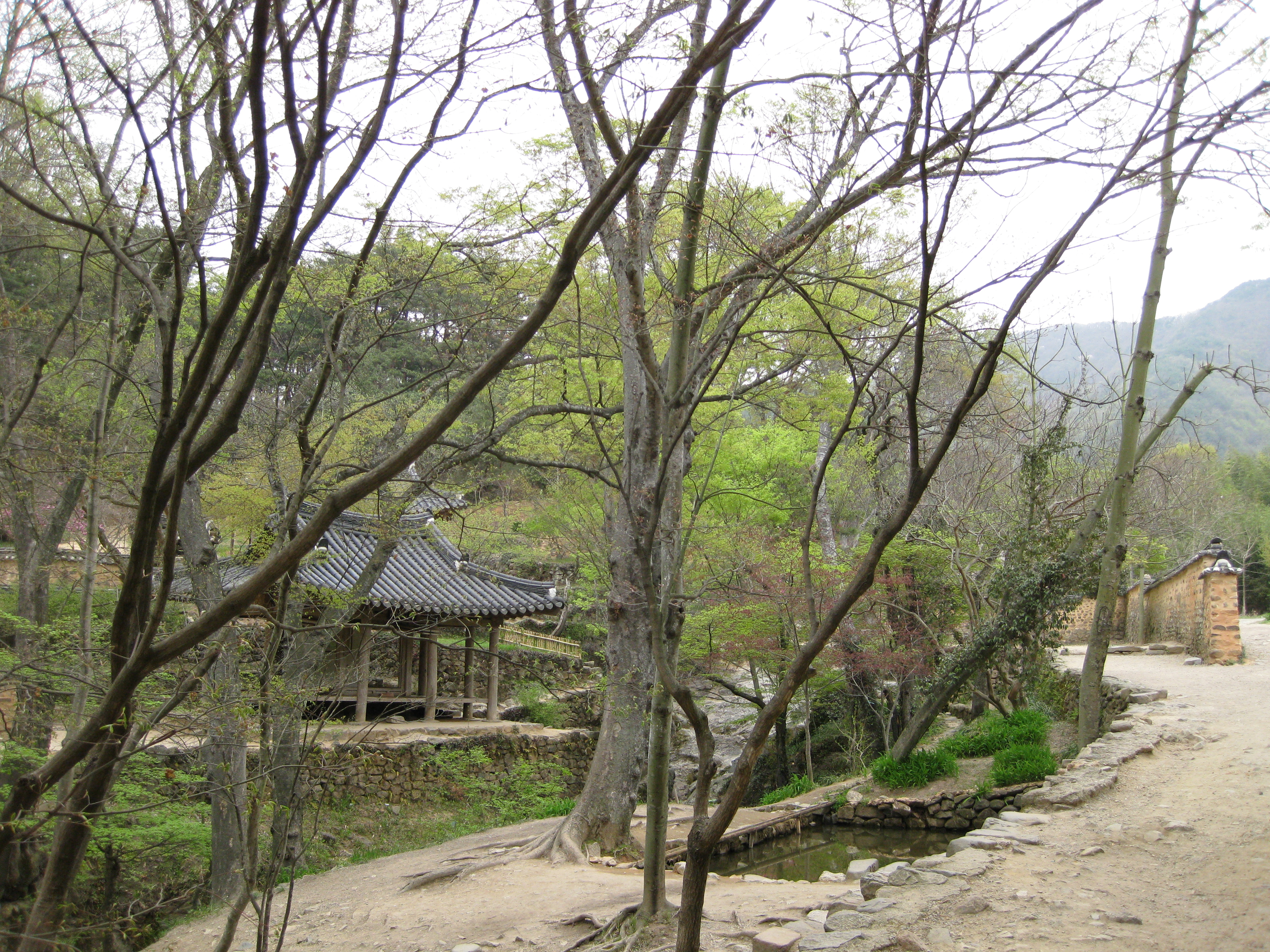
소쇄원
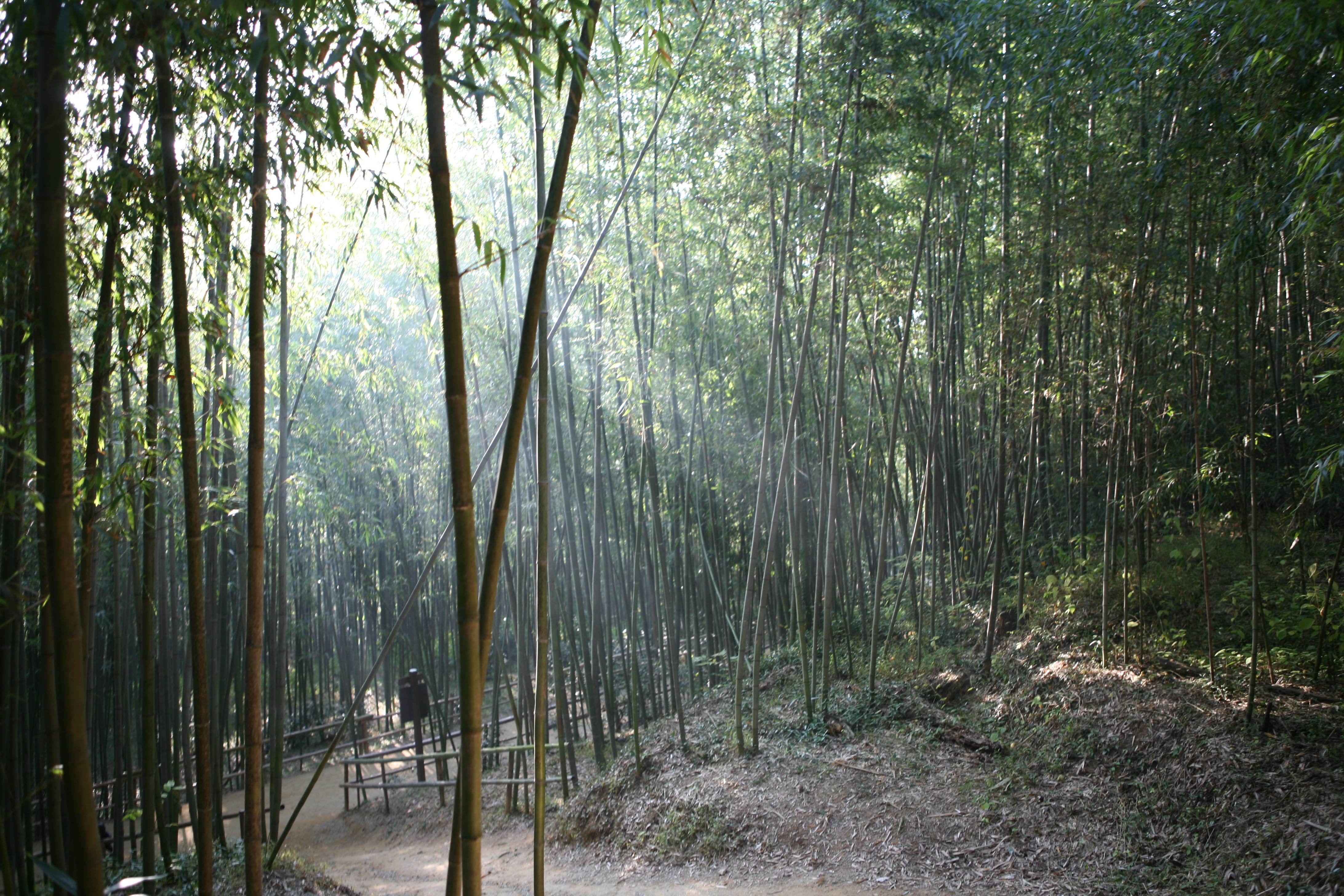
죽녹원
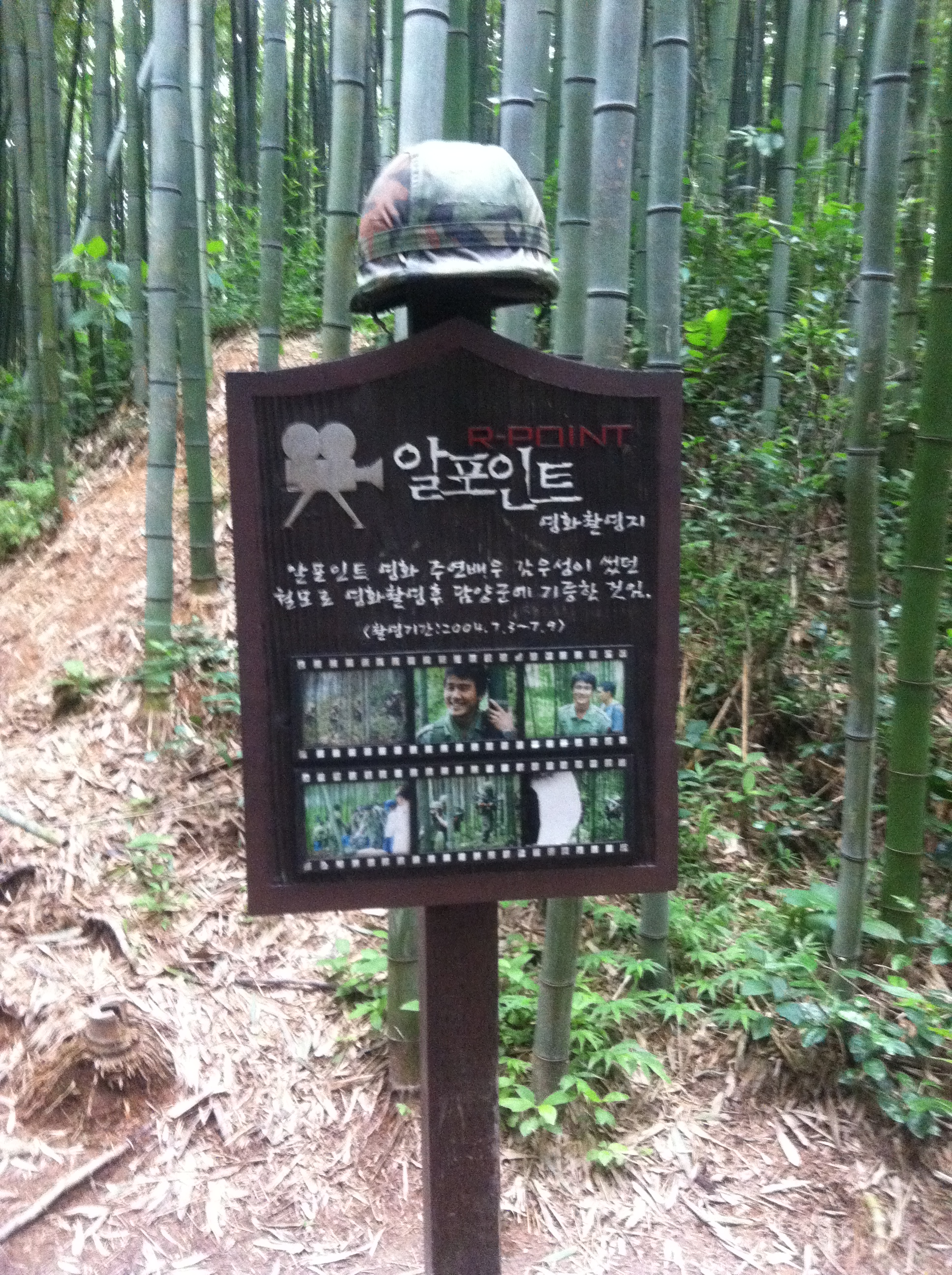
죽녹원에 있는 영화 '알포인트' 촬영지
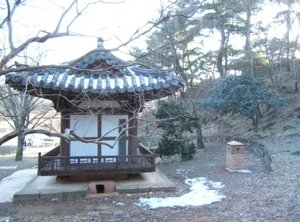
식영정
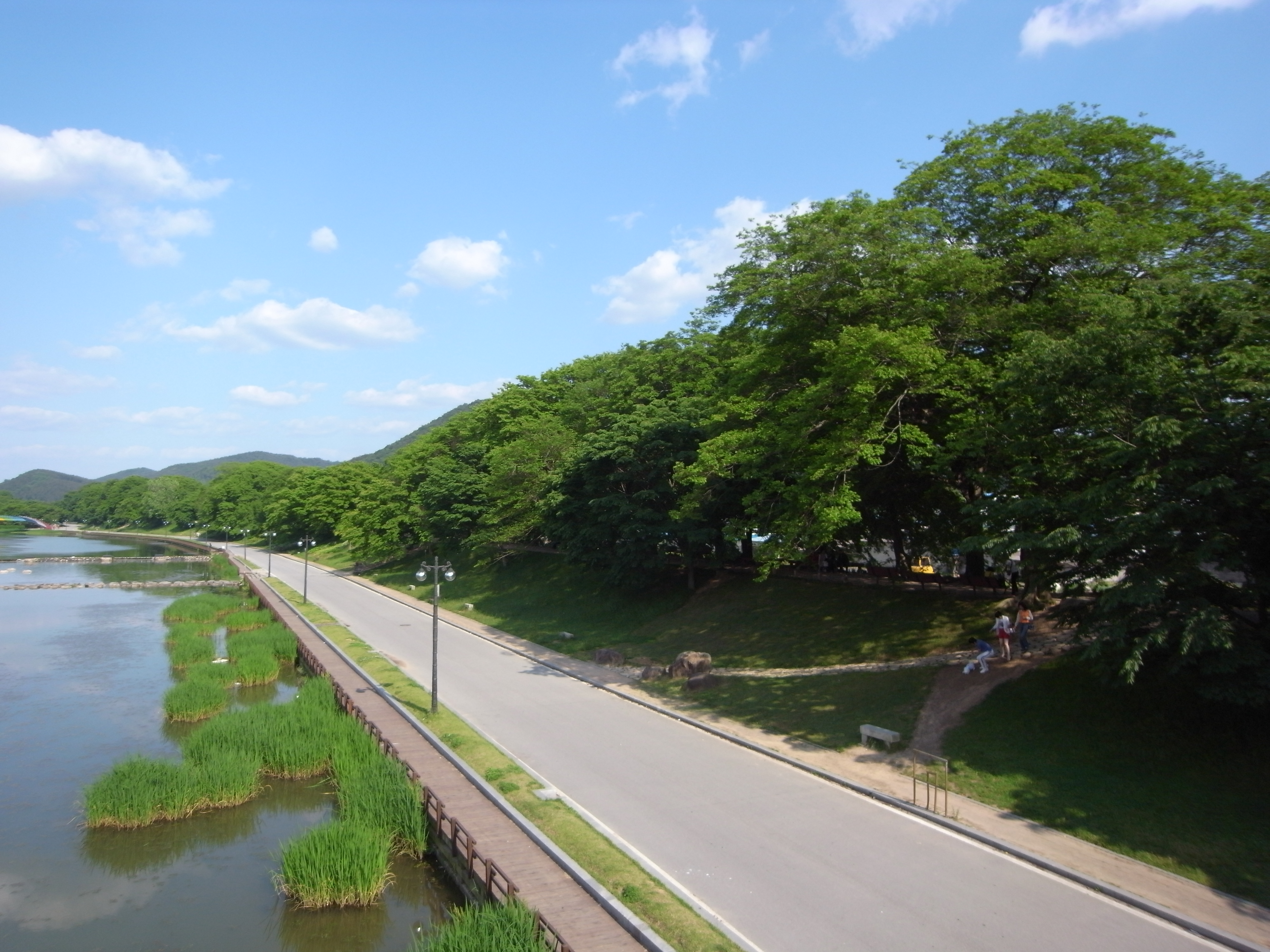
관방제림
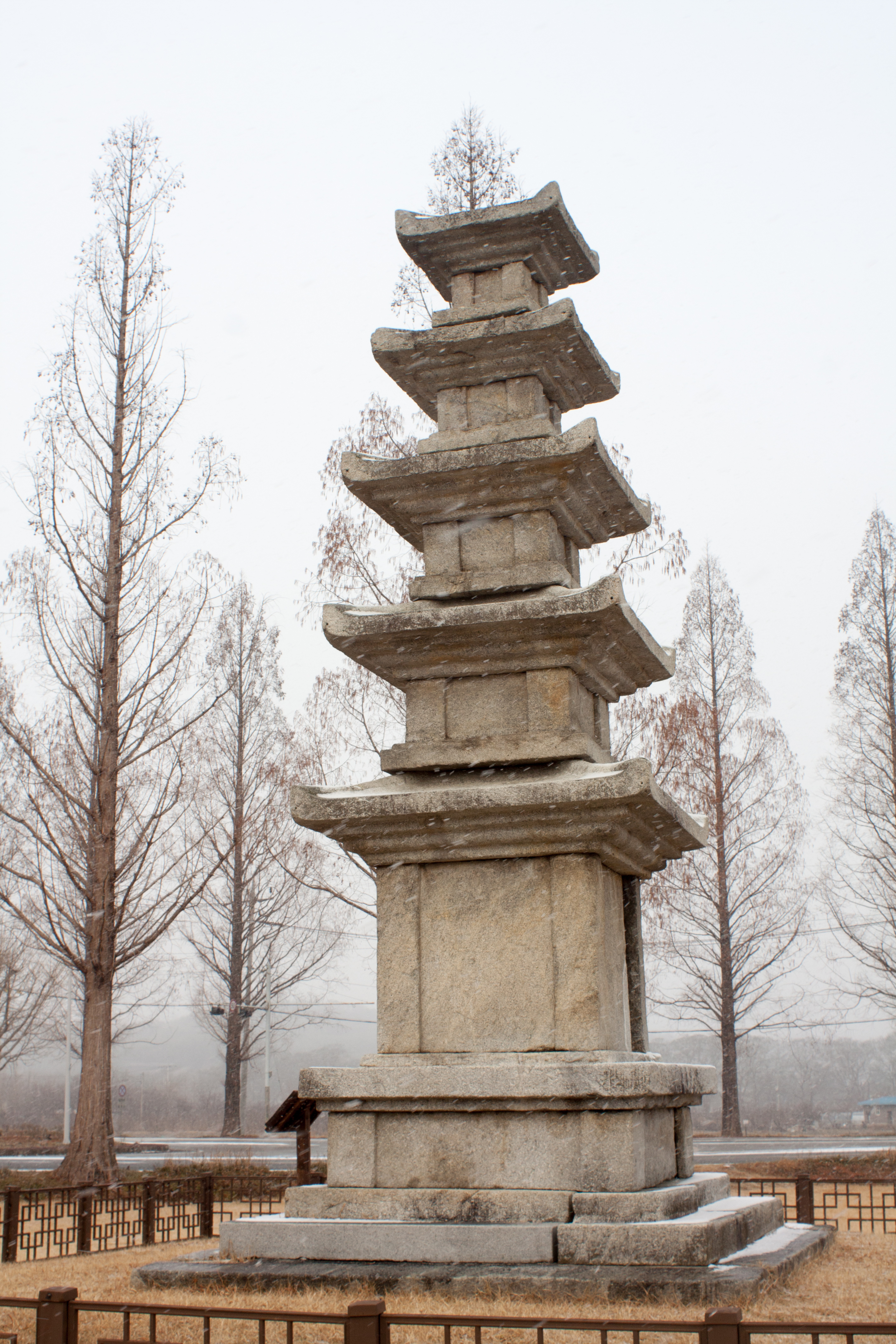
읍내리 오층석탑
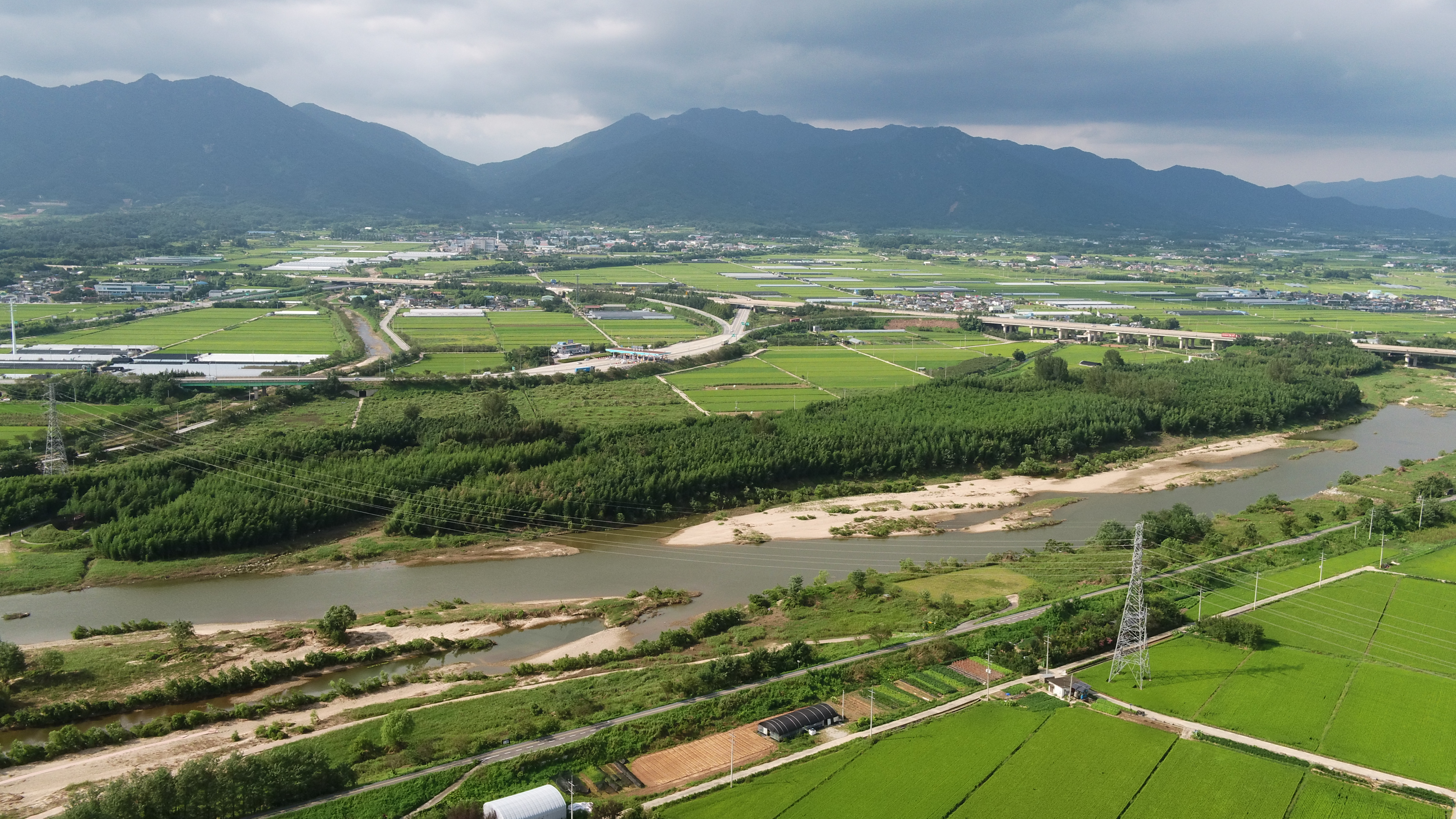
담양 태목리 대나무 군락
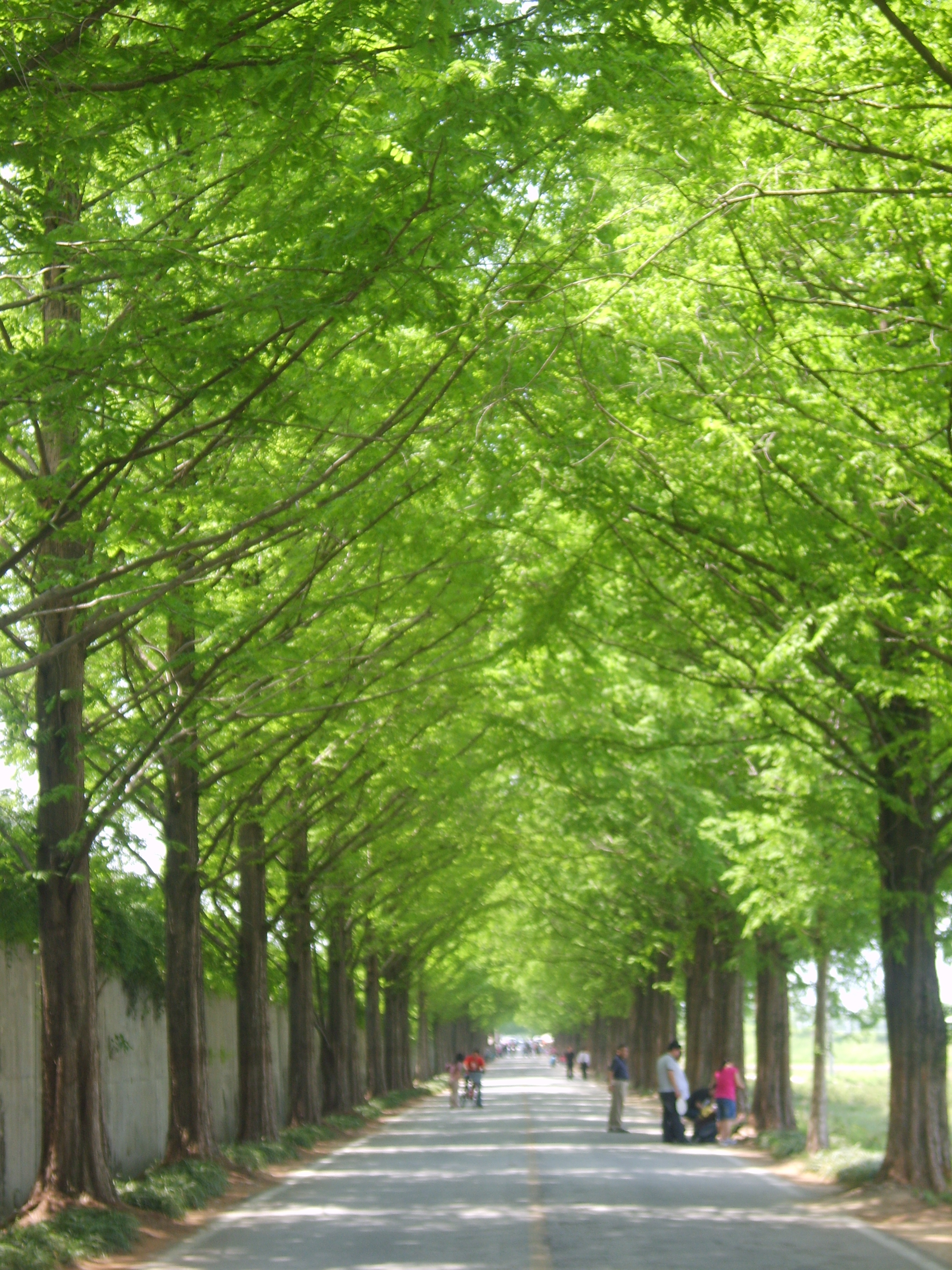
메타세콰이아 길
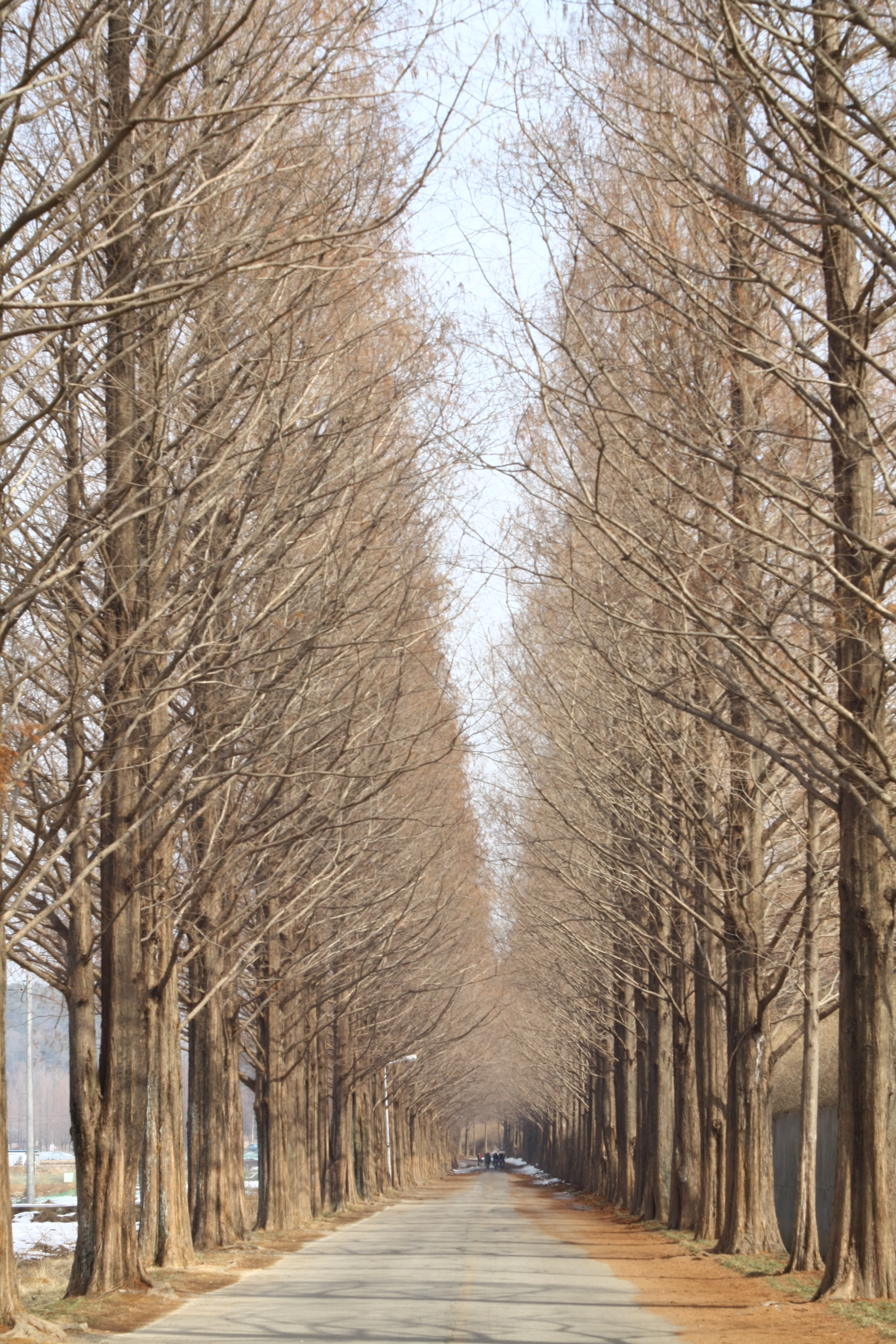
메타세콰이아 길의 겨울
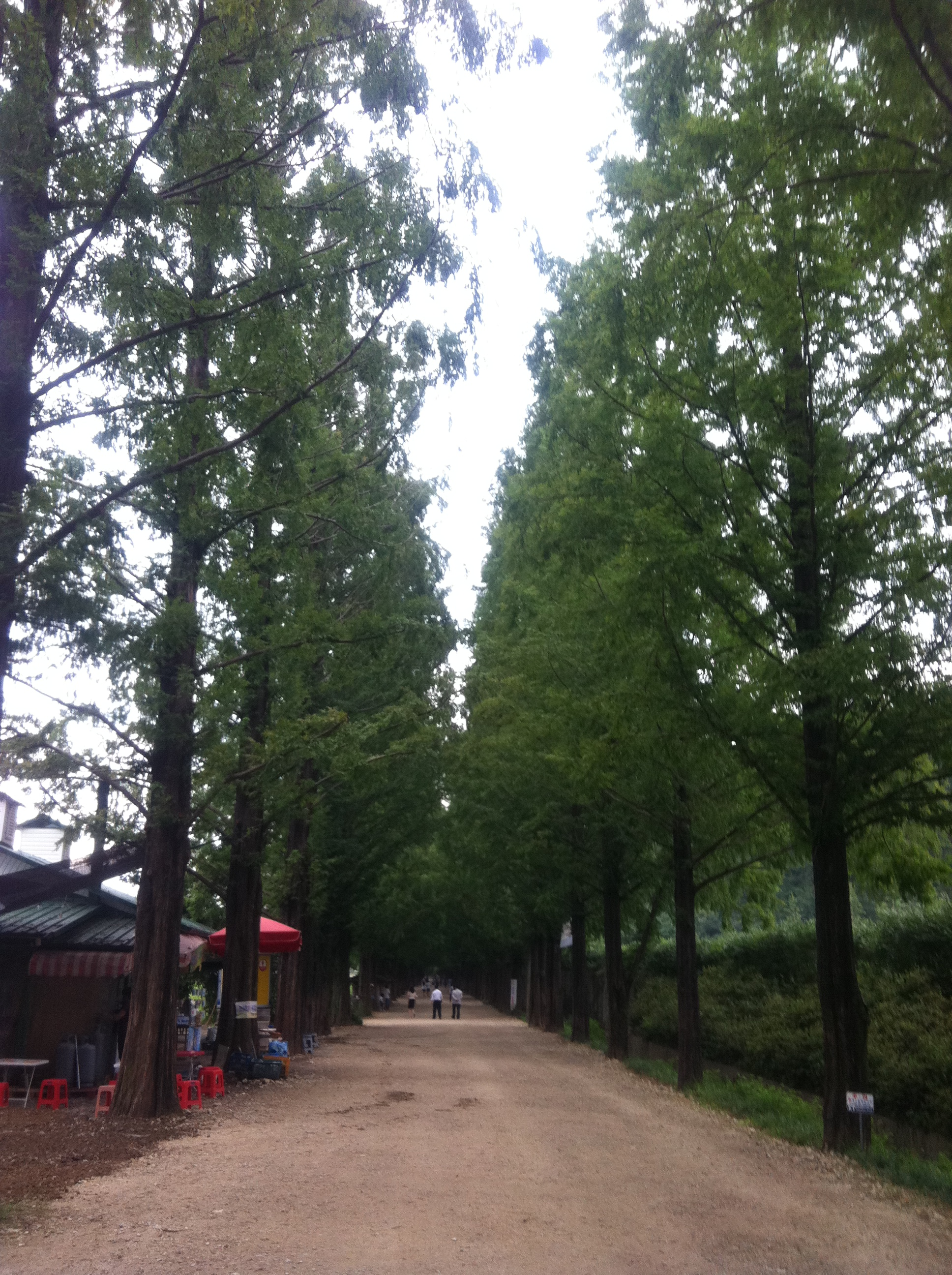
7월의 메타세콰이아 길

## FM 라디오 주파수 방송 목록
- 88.3 - 전주KBS 제1라디오 (구례 노고단)
- 89.1 - 목포MBC 표준FM (해남 대둔산)
- 89.7 - BBS 광주불교방송 (광주 무등산)
- 90.5 - 광주KBS 제1라디오 (광주 무등산)
- 91.5 - 광주MBC FM4U (광주 무등산)
- 92.3 - 광주KBS 클래식FM (광주 무등산)
- 93.1 - febc 광주극동방송 (광주 무등산)
- 93.9 - 광주MBC 표준FM (광주 무등산)
- 94.7 - 남도국악방송 (해남 대둔산)
- 95.1 - 광주MBC FM4U (구례 노고단)
- 95.5 - 광주KBS 제2라디오 해피FM (광주 무등산)
- 96.5 - KFN 라디오 (광주 무등산)
- 97.3 - TBN 광주교통방송 (광주 무등산)
- 98.1 - 광주CBS 음악FM (광주 무등산)
- 98.7 - GGN 글로벌광주방송 (광주 무등산)
- 99.3 - 광주국악방송 (광주 무등산)
- 99.9 - cpbc 광주가톨릭평화방송 (광주 무등산)
- 101.1 - kbc MyFM (광주 무등산)
- 101.7 - 전주MBC 표준FM (구례 노고단)
- 102.3 - 목포MBC FM4U (목포 양을산)
- 103.1 - 광주CBS 표준FM (광주 무등산)
- 104.1 - EBS 라디오 (해남 대둔산)
- 104.5 - 전주KBS 클래식FM (구례 노고단)
- 105.3 - EBS 라디오 (광주 무등산)
- 105.9 - 목포KBS 제1라디오 (해남 대둔산)
- 106.7 - EBS 라디오 (목포 양을산)
- 107.5 - EBS 라디오 (구례 노고단)
- 107.9 - WBS 광주원음방송 (광주 무등산)

## 맛집
- 담양국수거리

## 자매 도시
- 대한민국 대구광역시 달성군(결연일:1984년 8월 8일)
- 대한민국 서울특별시 성북구(결연일:1995년 12월 5일)
- 대한민국 서울특별시 용산구(결연일:2004년 9월 17일)
- 대한민국 대전광역시 서구(결연일:2012년 6월 27일)
- 대한민국 충청남도 계룡시(결연일:2012년 9월 20일)
- 대한민국 충청북도 제천시(결연일:2017년 6월 9일)
- 대한민국 서울특별시 중랑구(결연일:2019년 3월 20일)
- 대한민국 경상북도 울진군(결연일:2021년 5월 28일)
- 대한민국 전라남도 신안군(결연일:2023년 4월 19일)
- 대한민국 광주광역시 남구(결연일:2023년 5월 12일)
- 대한민국 경기도 성남시(결연일:2024년 12월 10일)
- 중국 저장성 후저우 시 안지 현(결연일:2004년 4월 21일)
- 러시아 아르툠(결연일:2005년 8월 22일)
- 몽골 우므느고비주(결연일:2013년 7월 7일)
- 우즈베키스탄 마르길란 시(결연일:2005년 9월 22일)
- 일본 히로시마현 다케하라시(결연일:2004년 4월 2일)
- 중화인민공화국 쓰촨성 이빈시(결연일:2016년 1월 20일)
- 미국 워싱턴주 린우드(결연일:2016년 9월 22일)

## 같이 보기
- 대한민국의 행정 구역
- 대한민국의 지리